# Перенко, Пётр Яковлевич
Пётр Яковлевич Перенко (1921 год, село Дмитриевка — 1976 год, там же) — бригадир тракторной бригады Кантской МТС Фрунзенской области, Киргизская ССР. Герой Социалистического Труда (1966).

## Биография
Родился в 1921 году в крестьянской семье в селе Дмитриевка (ныне — Ысык-Атинский район).
Трудовую деятельность начал в 1938 году трактористом в местном колхозе.
Участвовал в Великой Отечественной войне в составе 10-й гвардейской транспортной авиационной дивизии ГВФ.
После демобилизации возвратился на родину. С 1947 года — бригадир тракторной свекловодческой бригады Кантской МТС.
В 1956 году бригада Петра Перенко собрала в среднем с каждого гектара по 570 центнеров сахарной свеклы на участке площадью 235 гектаров. Указом Президиума Верховного Совета СССР от 15 февраля 1957 года «за выдающиеся успехи, достигнутые в деле увеличения производства сахарной свёклы, хлопка и продуктов животноводства, широкое применение достижений науки и передового опыта в возделывании хлопчатника, сахарной свёклы и получение высоких и устойчивых урожаев этих культур» удостоен звания Героя Социалистического Труда с вручением Ордена Ленина и золотой медали Серп и Молот.
С 1973 года — бригадир свекловодческого звена колхоза имени Калинина Кантского района.
Скончался в 1976 году в родной деревне Дмитриевка.